# Circuit de Wallonie 2023
Il Circuit de Wallonie 2023, cinquantasettesima edizione della corsa e valida come prova dell'UCI Europe Tour 2023 categoria 1.1, si svolse il 18 maggio 2023 su un percorso di 150 km, con partenza e arrivo a Charleroi, in Belgio. La vittoria fu appannaggio del belga Jordi Meeus, il quale completò il percorso in 3h23'36", alla media di 44,2 km/h, precedendo i connazionali Lionel Taminiaux e Timo Kielich.
Sul traguardo di Charleroi 127 ciclisti, dei 136 partiti dalla medesima località, portarono a termine la competizione.

## Squadre e corridori partecipanti
| N.    | Cod. | Squadra                  |
| ----- | ---- | ------------------------ |
| 1-7   | ICW  | Intermarché-Circus-Wanty |
| 11-16 | COF  | Cofidis                  |
| 21-27 | ADC  | Alpecin-Deceuninck       |
| 31-37 | BOH  | Bora-Hansgrohe           |
| 41-47 | LDS  | Lotto Dstny              |
| 51-56 | TEN  | TotalEnergies            |
| 61-67 | BWB  | Bingoal WB               |
| 71-77 | EUS  | Euskaltel-Euskadi        |
| 81-87 | Q36  | Q36.5 Pro Cycling Team   |
| 91-97 | IPT  | Israel-Premier Tech      |

| N.      | Cod. | Squadra                          |
| ------- | ---- | -------------------------------- |
| 101-107 | BEB  | Bolton Equities Black Spoke      |
| 111-117 | TUD  | Tudor Pro Cycling Team           |
| 121-127 | TIS  | Tarteletto-Isorex                |
| 141-147 | TFB  | Team Flanders-Baloise            |
| 151-157 | BLN  | Team BridgeLane                  |
| 161-167 | GSH  | Restaurant Suri-Carl Ras         |
| 171-177 | ARA  | ARA-Skip Capital                 |
| 181-187 | XSU  | XSpeed United Continental        |
| 191-197 | DKB  | Dukla Banská Bystrica            |
| 201-207 | CGF  | Équipe Continentale Groupama-FDJ |

## Ordine d'arrivo (Top 10)
| Pos. | Corridore        | Squadra        | Tempo    |
| ---- | ---------------- | -------------- | -------- |
| 1    | Jordi Meeus      | Bora           | 3h23'36" |
| 2    | Lionel Taminiaux | Alpecin        | s.t.     |
| 3    | Timo Kielich     | Alpecin        | s.t.     |
| 4    | Milan Menten     | Lotto          | s.t.     |
| 5    | Laurence Pithie  | Cont. Groupama | s.t.     |
| 6    | Rory Townsend    | Bolton         | s.t.     |
| 7    | Sandy Dujardin   | TotalEnergies  | s.t.     |
| 8    | Madis Mihkels    | Intermarché    | s.t.     |
| 9    | Dries Van Gestel | TotalEnergies  | s.t.     |
| 10   | Giacomo Nizzolo  | Israel         | s.t.     |